# Appareillage électrique
Pour les articles homonymes, voir Appareillage (homonymie).
On désigne sous le terme appareillage électrique l'ensemble du matériel permettant la mise sous ou hors tension des portions d'un réseau électrique.

## Fonctions
Selon la Commission électrotechnique internationale (CEI), l'appareillage électrique est un terme général applicable aux appareils de connexion et à leur combinaison avec des appareils de commande, de mesure, de protection et de réglage qui leur sont associés, ainsi qu’aux ensembles de tels appareils avec les connexions, les accessoires, les enveloppes et les charpentes correspondantes.
La CEI distingue l'appareillage de connexion qui est destiné à être utilisé dans le domaine de la production, du transport, de la distribution et de la transformation de l’énergie électrique.
On regroupe donc en particulier sous ce terme les appareils suivants :
- pile[1]
- lampe
- Interrupteur
- Disjoncteur

Les assemblages qui comprennent ce type d'appareils font aussi partie de l'appareillage électrique.

## Localisation

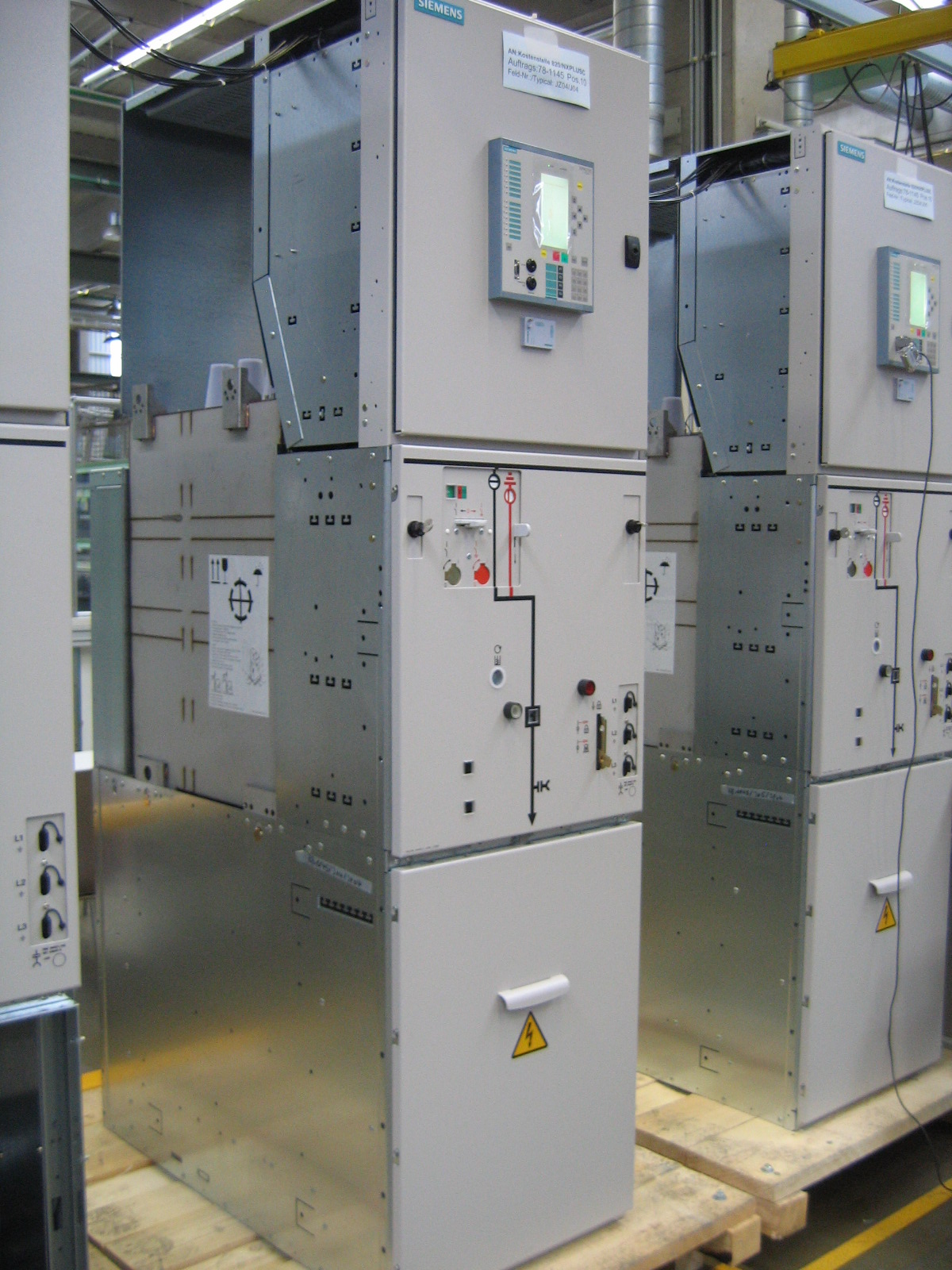
Cellules HTA en cours de fabrication

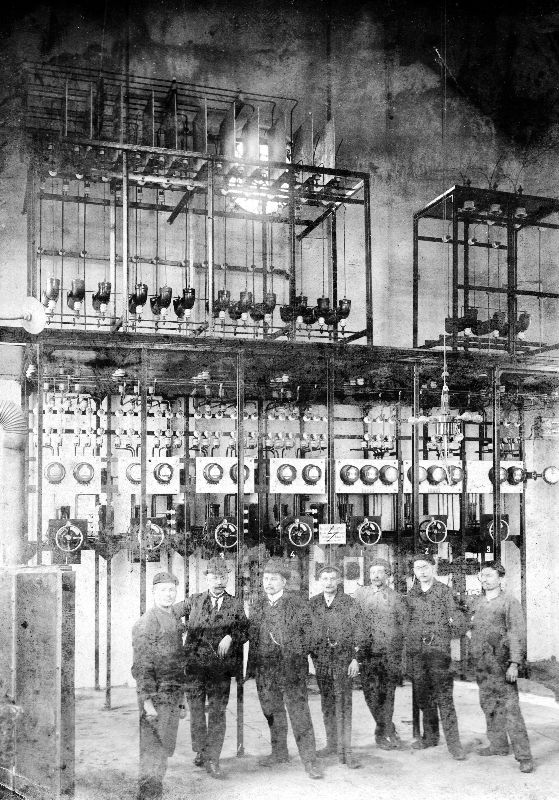
Appareillage électrique env. 1910

Les organes électriques sont présents à tous les endroits d'un réseau électrique où une isolation et une protection sont nécessaires, ainsi qu'un besoin de connexion. Ils peuvent être présents auprès des génératrices, des moteurs, des transformateurs et dans les postes électriques.
Dans les postes électriques, l'appareillage électrique est nécessaire à la fois en amont et en aval du transformateur électrique. L'appareillage de la partie basse tension est parfois regroupé dans un PDC (Power Distribution Center). Ce bâtiment possède généralement des disjoncteurs de moyenne tension (~15 kV) pour assurer la protection du système de distribution. On peut également trouver d'autres équipements tels que relais, équipements de mesure et de communication pour assurer le contrôle du poste électrique.
Pour les applications industrielles, le transformateur et l'appareillage sont généralement regroupés dans le même bâtiment.
L'appareillage basse tension peut être entièrement intégré dans un bâtiment. Pour des tensions supérieures à 66 kV, les disjoncteurs doivent souvent être montés à l'extérieur et isolés dans l'air, ce qui réclame beaucoup de place. Les appareillages de type blindé (ou GIS) permettent de gagner de la place, mais ils ont un coût plus élevé.
Dans les petits postes électriques, l'appareillage peut être commandé manuellement, tandis que les sous-stations les plus importantes ont toutes des systèmes de commande motorisés pour permettre la gestion du réseau à distance.

## Catégories

### Appareillage à basse tension
Il s'agit des appareils pour lesquels la tension d'emploi est inférieure à 1 000 V.

### Appareillage à haute tension
La haute tension regroupe l'ancienne moyenne tension (HTA) et l'ancienne haute tension (HTB), elle concerne donc les appareils de tension assignée supérieure à 1 000 V, en courant alternatif, et supérieure à 1 500 V dans le cas de courants continus.